# Paul Georg Münch
Paul Georg Münch (* 16. Februar 1877 in Leipzig; † 16. Juni 1956 ebenda) war ein deutscher Volksschullehrer, Reformpädagoge und Schriftsteller.

## Ausbildung und Werdegang als Lehrer
Der als Sohn eines Kaufmanns in Leipzig geborene Münch besuchte die Volksschule in seiner Vaterstadt. Nach der Ausbildung an den königlich-sächsischen Lehrerseminaren in Borna und Oschatz wurde er 1897 zunächst Hilfslehrer in Zwenkau bei Leipzig. Von Ostern 1900 bis zum Eintritt in den Ruhestand zu Ostern 1936 war er Lehrer in Leipzig-Connewitz, zunächst an der XIV., später an der V. Bürgerschule. Auch die letzten 20 Jahre seines Lebens verbrachte Münch in Leipzig.

## Schriftstellerische Tätigkeit

### Vor 1920
Bereits mit der 1908 veröffentlichten Essaysammlung »Rund ums rote Tintenfaß«, in der er für den freien Aufsatz als Mittel zur Entwicklung der Schülerpersönlichkeiten eintrat, positionierte sich Münch auf der Seite der Reformpädagogen, die seit Ende des 19. Jahrhunderts nach Wegen zur Überwindung der überkommenen Drillschule suchten. Sein in demselben Jahr veröffentlichter Schul- und Erziehungsroman »Der Weg ins Kinderland« behandelte die in diesem Kontext ebenfalls aktuellen Themen „Landerziehungsheim“ und „Koedukation“ in Form erzählerischer Darstellung.
Nach der Novelle »Arnd und Silene« (1910) legte Münch mit »Wendel der Bub und der Bursch« 1913 zum 100-jährigen Jubiläum der Völkerschlacht bei Leipzig dann einen im Umfeld der Befreiungskriege spielenden historischen Roman vor, der hinsichtlich seiner literarischen Qualität zwar auch kritisiert, andererseits aber als ein „Volksbuch“ gelobt wurde, das „alle Ausstrahlungen deutschesten Wesens an einem Einzelschicksal auf geeignetster Folie eindrucksvoll darstellt.“ Münch hatte auch als Bühnenautor Erfolg. »Wandervögel«, sein Lustspiel in 3 Aufzügen, wurde im Frühjahr 1914 in Bremen uraufgeführt, woraufhin das Aufführungsrecht sogleich auch vom Hamburger Thalia Thater, dem Neuen Theater in Frankfurt am Main und dem Neuen Schauspielhaus in Königsberg erworben wurde.
Nach Ausbruch des Ersten Weltkriegs findet man Münch in deutschnationalistischen und militaristischem Fahrwasser, wenn er etwa den tödlich verwundeten Protagonisten in einem 1915 in Westermanns Monatsheften gedruckten Kriegsbild mit dem Titel »Helden der Pflicht« den Tod auf dem Schlachtfeld als „größte(s) Erleben“ und „heilige Aussaat“ verklären lässt:

„Helden der Pflicht nennt ihr sie, die jetzt im großen Zug der Toten schreiten? Mehr sind sie! Kämpfer aus ureigenstem Drange, Kämpfer um die Seele der Welt! Kämpfer um die Welt Goethes, Kants, Dürers, Beethovens! Groß ist das Ziel und groß der Einsatz! Tausend und aber Tausende forderte schon der Tod, aber alle starben in der großen germanischen Sehnsucht. Diese Sehnsucht, das ist das Glück dieser Zeit. He nun, Tod! Wo ist dein Stachel? Dein Grauen? Komm, armer Gesell! Hast deinen Stachel verloren, und deine Geißel und all deine Gewaffen sind stumpf. Längst weichen unsre Gedanken dir nicht mehr feige aus … komm, walte deines Blutamtes! Meintest es böse mit uns zu machen, und rissest uns das Tor zur großen deutschen Zukunft aus! Bist in dieser Zeit zum größten Erleben geworden, knöcherner Geselle! Sterben gilt den Wackeren als heilige Aussaat in der Zuversicht guter Ernte … unserm deutschen Vaterlande soll aus diesem Kriege sein glücklichstes Jahrhundert ausgehen und —“

Bisher wurde wenig beachtet, dass Paul Georg Münch auch der Verfasser eines 1915 anonym veröffentlichten fiktionalen Weltkriegsromans mit dem Titel Hindenburgs Einmarsch in London gewesen ist. Dabei wurde Münchs Autorenschaft bereits 1937 in einem anlässlich seines 60. Geburtstags veröffentlichten Beitrag ausdrücklich bestätigt. Münch selbst bekannte sich in einem 1953 verfassten Lebenslauf voller Stolz zu dem Buch. Er stellte dabei die Behauptung auf, die britische Regierung sei der festen Überzeugung gewesen,

„nur ein höherer Offizier könne es geschrieben haben. Und sie mutmaßte, daß hier gegen den Willen der Obersten Heeresleitung ein General aus der Schule geplaudert habe. Sie ließ das Buch übersetzen und förderte mit staatlicher Unterstützung seine Verbreitung. Millionen Exemplare gingen als Warnruf in die Dominien. Vor mir liegen Besprechungen aus Schanghai und Sydney, aus Kanada und Südafrika, aus allen Großstädten der britischen Welt. Und alle Beurteiler stimmen darin überein, daß sich hier ein Generalstabsoffizier als »deutscher Dichter« getarnt und militärische Geheimpläne preisgegeben habe. – So hat ein kleiner Leipziger Schulmeister die englische Regierung gehörig auf den Besen geladen.“

Das Werk des „kleinen Leipziger Schulmeisters“, das tatsächlich in zwei englischen Ausgaben erschienen ist, wurde freilich erst unlängst als „eines der bizarrsten und zugleich abstoßendsten Dokumente“ unter den „ebenso von Ohnmachtsgefühlen wie von unrealistischen Allmachtsphantasien zeugenden england–feindlichen Hassattacken“ eingestuft. Es wartet neben zahllosen Chauvinismen mit rassistischen Klischees auf: Bei der Erwähnung farbiger Soldaten aus den britischen dominions ist durchweg von „Raubtieren“ die Rede, man findet einen „Australkannibale(n) von gorillahaftem Aussehen“ und weitere entmenschlichende Tiermetaphern („Schlangen“, „zweifüßiges Raubzeug“, „kriechendes Amphibiengeschmeiß“ usw.). In der Schilderung eines Angriffs von Gurkhas auf deutsche Stellungen und des späteren Gegenangriffs, bei dem die Deutschen keine Gefangenen mehr machten, heißt es:

„Die Wilden gebärden sich wie wahnsinnig. die Gurkhas beißen ihren Opfern die Handgelenke entzwei. Die Schakale fauchen in den Grabentrümmern umher und würgen was sich noch regt. Fein kultivierte Gehirne werden von Bestien aufgerissen, fein empfindende, kluge Menschen werden von Kannibalensippen hingeschlachtet. Deutsches Jungblut, das bis zu seiner Militärzeit auf der Schulbank gesessen und gelernt und immerzu gelernt hat, wird von diesen Horden wie Schlachtvieh niedergemacht …
[…]
Wer tollwütige Hunde auf Menschen hetzt, den schützt kein Kriegsrecht mehr. Im Kampf mit diesem tierhaften, zähnefletschenden Gesindel gelten den deutschen Soldaten nur noch die Gesetze der Raubtierjagd.“

Auch nach den Schrecken des verlorenen Ersten Weltkriegs, die Münch nur aus der Ferne erlebt hat, bleibt er bei seiner patriotistisch verbrämten Haltung. Noch in einer 1919 in der Leipziger Illustrirten Zeitung veröffentlichten Rezension preist er Wilhelm Schreiners 1917 publizierten Tod von Ypern jedenfalls als

„das Hohelied jugendlicher Begeisterung, treuer Hingabe an die großen Ideen von 1914. Wer dieses literarische Denkmal unserer todesmutigen Jugend jetzt auf sich wirken läßt, fragt und fragt sich immer wieder: Mußte es zu solchem Ende kommen? Bücher dieser Art erfüllen einen in diesen Tagen mit Wehmut, daß die Augen feucht werden …“

### 1920 bis 1933
Mit den 1920 bzw. 1922 erschienenen »Die Kunst, Kinder zu unterrichten. Ein unterhaltsam Büchlein über die Arbeitsschule« und vor allem »Freude ist alles! Erlebnisse und Gedanken auf einer Schulinspektionsfahrt« wurde Münch als Vorkämpfer der Reformpädagogik in Deutschland bekannt. Ob dabei der 1921 als Vorabdruck aus dem zuletzt genannten Buch veröffentlichte Aufsatz »Der Unfug der "Pflicht"« bereits eine – möglicherweise schon im Titel propagierte – Wende Münchs weg von der in den »Helden der Pflicht« an den Tag gelegten Haltung markiert, ist unklar. In Abkehr von der Kaiserverherrlichung in den »Helden der Pflicht« polemisiert Münch hier als moderner Pädagoge gegen die „karrierefähige Lehrerpersönlichkeit […] der wilhelminischen Zeit“ mit ihrer „feierliche(n) Grimasse der ehernen Pflicht“, in deren Klasse die „vorschriftmäßige Friedhofsruhe“ herrscht. Weitere Schriften zur Pädagogik erschienen in der Folgezeit, einige von Münchs Arbeiten erreichten hohe Auflagen und wurden übersetzt. Er notierte dazu später: „In den zwanziger Jahren blühte mein Weizen.“ Bemerkenswert ist »Mit Jungvolk aller Länder auf Sylt – Ein pädagogischer und völkerpsychologischer Versuch« von 1922. Darin wird ein vierwöchiger „erzieherischer Versuch“ geschildert, den Münch mit 26 etwa zur Hälfte deutschen und ausländischen Kindern in dem Jugendferienlager Puan Klent auf Sylt durchführte. Mit diesem „völkerversöhnenden Versuch im Kleinen“ sollten „Kinder verschiedener, heute noch bitter verfeindeter Nationen […] Gelegenheit bekommen, einander kennen, achten und schätzen zu lernen.“ Es scheint nunmehr ein klassenkämpferischer Akzent mitzuschwingen, wenn Münch mit den Kindern etwa auf das „vaterlandslose Drohnengeschmeiss“ zu sprechen kommt, „das sich unter den schwarzweissroten Fahnen Westerlands“ zusammengefunden hat, und dessen Luxusleben anprangert. 1931 erschien bei der der deutschen Arbeiterbewegung nahestehenden Berliner Büchergilde Gutenberg unter dem Titel »Mein frohes Völkchen« eine Sammlung von Geschichten Münchs, „scheinbar nur harmlose Skizzen aus dem Alltag der Schule, aber hinter diesen Skizzen“, so etwa die Rezension in »Bildungsarbeit. Blätter für sozialistisches Bildungswesen«, „steckt geschickte Werbung für neue Erziehung, für ein Lehrwesen, das dem Schüler Meinungen nicht aufzwingt, sondern ihn selbst zweifeln, forschen, urteilen läßt.“ Mit dieser Veröffentlichung wurde Münch endgültig als Reformpädagoge populär.
Münch verfasste 1931 Texte zu Sammelalben, die Zusammenarbeit mit der deutschen Lehrervereinigung „Schutz vor Schund“ und der UFA (Bilder) erschienen. So das Album „Zeppelin. Der Sieg deutschen Willens“, den die Robert Friedel GmbH in Stuttgart-Cannstatt herausbrachte, wie auch für das Album der Gebr. Stollwerck, Köln, „Der deutsche Rhein“, ebenfalls 1931.
Schon früh hat Münch die Möglichkeiten des neuen Mediums Rundfunk erkannt und in seinem Sinne genutzt, wobei er auch Schüler einbezogen hat. Seine „Rundfunk-Geschichtsstunde“, in welcher er den „Verlauf der Völkerschlacht bei Leipzig“ von einem fiktiven Augenzeugen schildern lässt, fand durchaus Beachtung.

### 1933–1945
„Paul Georg Münch schrieb in »Sonne über Kinderland« den ersten nationalsozialistischen Roman für uns“ machte der von der Deutschen Arbeitsfront (DAF) herausgebrachte »Kalender der Deutschen Arbeit« bereits 1933, kurz nach der Anfang Mai erfolgten Übernahme der Büchergilde Gutenberg publik. In der Tat gehörte Münch zu den wenigen Altautoren der vormals linksgerichteten Berliner Büchergilde, die nach der erzwungenen Übernahme durch den NS-Einheitsverband DAF bei der jetzt ideologisch neu ausgerichteten „Nazi-Gilde“ weiterhin publizierten. Auch in einem Prospekt der Dürrschen Buchhandlung in Leipzig erklärte er im November 1933 unter scherzhafter Anspielung auf seinen abgekürzt P. G. lautenden Vornamen, eine Abkürzung, die damals gemeinhin als Parteigenosse (in der NSDAP) verstanden wurde:

„Wer als P. G. geboren wird, bemüht sich selbstverständlich, im Sinne dieser Bewegung auf die breiten Massen einzuwirken … !“

Die auch im Untertitel des eben genannten Romans (»Die Geschichte eines Junglehrers an der Wende dieser Zeit«) manifestierte Neuausrichtung Münchs führte zu bitteren Vorwürfen, die zwar nicht mehr in Deutschland, aber in der Schweiz öffentlich artikuliert wurden. Münch, der noch Ende 1932 in der Schweiz bei Veranstaltungen aufgetreten war, die von Arbeiter- bzw. Gewerkschaftsorganisationen in Verbindung mit der alten Büchergilde Gutenberg organisiert worden waren, wurde als „Renegat“ beschimpft, der „seine Vergangenheit begraben“ habe, „in der er nur an der Seite der Marxisten und mit deren Unterstützung seine schulischen Experimente wagen konnte.“ Münch selbst scheint in der Tat Abbitte bei den neuen Machthabern in Deutschland für sein spätes, möglicherweise erst im Umfeld der Machtergreifung (Januar 1933) erfolgtes Bekenntnis zu ihnen geleistet zu haben: Erst durch seine Romanfiguren aus »Sonne über Kinderland«, so gibt er vor, habe er erkannt, „warum die Landlehrer schon SA-Leute waren, als wir Stadtlehrer noch das Für und Wider erwogen.“ Noch 1963 mokierte sich der Schweizer Lehrer und Jugendbuchautor Adolf Haller (1897–1970) über den Widerspruch zwischen dem in einer von Münch beschriebenen „Köpenickiade“ (in der Erzählung »Der Gamsbartkaktus« von 1931) formulierten Anspruch und dem tatsächlichen Verhalten des namentlich nicht genannten Schriftstellers: „Zwei oder höchstens drei Jahre später schon“, demnach 1933 oder spätestens 1934, „reiste der gleiche Seelenchirurg [d.i. Münch], der seine Schüler »später vor Bauernfängerei schützen« wollte, auf den Nationalsozialismus und gestand zerknirscht, wenn auch nicht mit diesen Worten, seine Einsichtslosigkeit, daß er selbst erst 1933 den neuen Gamsbart-Köpenick [d.i. Adolf Hitler] als Retter Deutschlands und der Welt erkannt hatte.“
Münch arrangierte sich in nicht ungeschickter Weise mit dem NS-Zeitgeist, indem er Größen des Regimes als positive Elemente in seine Texte einband. So sei es etwa die Freude darüber gewesen, zufällig Zeuge eines öffentlichen Auftritts von Reichsminister Joseph Goebbels, geworden zu sein, die ein paar von einem Gewaltmarsch erschöpften Hitlerjungen frische Kräfte verliehen habe. Für seine Ablehnung repressiver, auf „Furcht vor der Hölle“ gegründeter Erziehungsmethoden in der Schule wählte sich Münch mit dem NSDAP-Reichsleiter Robert Ley einen mächtigen Fürsprecher: „Wir freuen uns aber lieber eines Wortes von Dr. Ley: »Wir wollen nicht Schuld und Buße, sondern Kraft und Freude«“. In demselben Beitrag aus dem Jahre 1937 findet schließlich auch „unser Führer“ Erwähnung – in einem Vergleich mit „Dr. Martinus Luther“, der wie Adolf Hitler „in einem Kampf gegen eine ganze Welt“ gestanden habe. Die Quintessenz „lutherischer Lebenskunst“ nach Münch ist es demnach,
Das beschriebene Arrangement Münchs mit den Verhältnissen im Dritten Reich lässt sich auch in der paraphrasierenden Wiedergabe seiner bereits genannten, 1931 veröffentlichten Erzählung »Der Gamsbartkaktus« erkennen. Statt „Das hast Du fein gemacht!“ (Originalfassung) wird dem pfiffigen Schüler, der das Geheimnis der geheimnisvollen Pflanze gelüftet hat, 1937 – in Gedanken – bescheinigt: „So wache Kerlchen wie Dich braucht das neue Deutschland!“ Auch in dem erstmals gezielt NS-ideologisch ausgerichteten 15. Band von »"Frohes Schaffen". Das Jugendjahrbuch Großdeutschlands« ist Münch als Autor einer kurzen, an sich harmlosen Erzählung vertreten, an deren Ende er die Schüler aber auffordert: „Erhaltet euch den Geist, in dem sich die neue Jugend um unsern Führer schart.“ Münch ist mit seiner Haltung nicht überall auf Gegenliebe gestoßen: Die „anzüglichen und zweideutigen Witzeleien“ im »Storchenbuch« von 1941 etwa wurden – anders als von Münch intendiert – nicht als ernstzunehmender Beitrag zur NS-Bevölkerungspolitik akzeptiert.

### Nachkriegszeit
Eine ganze Reihe von Münchs Werken findet sich in der sog. Liste der auszusondernden Literatur, die nach dem Zweiten Weltkrieg, näherhin zwischen 1946 und 1953 in der Sowjetischen Besatzungszone (SBZ) bzw. Deutschen Demokratischen Republik (DDR) erstellt wurde und als Grundlage für die „Ausmerzung der schädlichen Literatur“ dienen sollte.
Insgesamt neun Titel des Pädagogen waren betroffen, drei der im Vorschlags-Verzeichnis von Februar 1946 genannten Bücher erschienen freilich in der noch im selben Jahr publizierten Vorläufigen Ausgabe bzw. den Nachträgen von 1947, 1948 und 1953 nicht mehr. Dafür kamen dort und in zwei der drei Nachtragsbände weitere Werke hinzu. Im Einzelnen sind dies (in der Reihenfolge der ersten Nennung in der Liste; die in Klammern angegebenen Nummern, die nicht im Druck zu finden sind, verweisen auf die Online-Transkription der Liste):
| Titel (gemäß Vorlagen)                                                               | Vorschlags-Verzeichnis (Febr. 1946) | Vorläufige Ausgabe (1946) | Erster Nachtrag (1947) | Zweiter Nachtrag (1948) | Dritter Nachtrag (1953) |
| ------------------------------------------------------------------------------------ | ----------------------------------- | ------------------------- | ---------------------- | ----------------------- | ----------------------- |
| Frank Anders Pelzwaren                                                               | X                                   |                           |                        |                         |                         |
| Meine Lausbuben                                                                      | X                                   |                           |                        |                         |                         |
| Räbchen aus meinem Nest / Räbchen aus meinem Nest. – Berlin: Buchmeister-Verl. 1942. | X                                   |                           |                        | X (Nr. 5479)            |                         |
| Sonne über Kinderland / Sonne über Kinderland. – Berlin: Buchmeister-Verl. 1933      | X                                   | X (Nr. 8211)              |                        |                         |                         |
| Wie ich sie wiedersah                                                                | X                                   |                           |                        |                         |                         |
| Mit fröhlichen Menschen unterwegs. – Leipzig: Bohn 1938                              |                                     | X (Nr. 8210)              |                        |                         |                         |
| Ganze Kerle und komische Käuze. – Leipzig: Bohn 1943.                                |                                     |                           |                        | X (Nr. 5478)            |                         |
| Das Storchenbuch. – Leipzig: Bohn 1941.                                              |                                     |                           |                        | X (Nr. 5480)            |                         |
| Fröhliche Erziehung. – Leipzig: Dürr 1935.                                           |                                     |                           |                        |                         | X (Nr. 3511)            |

Während sechs der aufgeführten Bücher in Ostdeutschland also definitiv als „auszusondernde“ Literatur galten und Münch dort offenbar auch nichts mehr publizieren konnte, wurde er im Westen wieder gedruckt.

## Bedeutung als Pädagoge
Bei der Gratulation zu seinem 50. Geburtstag im Jahre 1927 wird Münchs „früh geschriebenen“ Büchern in der Lehrerzeitschrift Die Deutsche Schule „ein nicht geringer Anteil“ an der „Schulerneuerungsbewegung unserer Zeit“ bescheinigt. Auch in der von Kurt Tucholsky und Carl von Ossietzky geleiteten, 1933 von den Nationalsozialisten verbotenen Weltbühne werden Münch und seine Arbeit 1931 anerkennend genannt. Seine Ideen zum Schüleraufsatz wurden 1980 in einer Schweizer Schulzeitschrift noch einmal als hilfreich nachgezeichnet. Noch in jüngster Zeit wird er zu den „namhafte(n) Vertretern“ der Reformpädagogik gerechnet. Seine Auffassung vom „Diktieren als Stilübung“ findet weiterhin Erwähnung, den „unterrichtspraktischen Versuche(n)“ wird auch in neuerer einschlägigen Fachliteratur „besondere Bedeutung“ beigemessen. Münchs praxisorientierte pädagogische Veröffentlichungen aus den 20er Jahren sollen zudem Einfluss auf die von dem französischen Reformpädagogen Célestin Freinet (1896–1966) entwickelte Freinet-Pädagogik gehabt haben.

## Schriften (Auswahl)
- Der Weg ins Kinderland. Otto Janke-Verlag, Berlin 1908.
- Rund ums rote Tintenfaß. Essays über den Schüleraufsatz. Alfred Hahn, Leipzig 1908.
- Wendel der Bub und der Bursch. Ein Buch von Krieg, Liebe und Wanderlust Grethlein. Leipzig 1913.
- Wandervögel. Lustspiel in 3 Aufzügen. Anstalt für Aufführungsrecht, Berlin-Charlottenburg 1914.
- Der Stein der Weisen. Festspiel in einem Aufzuge. In: Die Arbeitsschule 28 (1914), S. 280–285 (online bei Scripta Paedagogica Online).
- Hindenburgs Einmarsch in London. („Von einem deutschen Dichter“). Grethlein, Leipzig 1915 (online bei Internet Archive).
- Helden der Pflicht. Ein Kriegsbild. In: Westermanns Monatshefte 118/2 (1915) S. 575.
- Hindenburg's March into London. Being a Translation from the German Original. Edited with a Preface by L. G. Redmond-Howard. John Long, London 1916, mit einer vorangestellten höhnischen Widmung: Dedication. To the All Highest Kaiser Wilhelm, Emperor of Germany, who saved the British Empire from the Barbarian Invasion, described in this Book by one of his Countrymen, this Book is proudly dedicated. (online bei Internet Archive), sowie The John C. Winston Company, Philadelphia 1916, mit einem Vorwort des amerikanischen Herausgebers Logan Marshall, in dem es heißt, in Deutschland seien 4 Millionen Exemplare des Buchs verkauft worden, dessen Übersetzung ins Englische wiederum das ganze britische Empire zu den Waffen gerufen hätte. (online bei Hathi Trust).
- Neuer Frühling. Ein Buch von deutscher Wanderlust. Carl E. Klotz, Magdeburg 1919.
- Die Kunst Kinder zu unterrichten. Ein unterhaltsam [!] Büchlein über die Arbeitsschule. Verlag der Dürr'schen Buchhandlung, Leipzig 1921.
- Lustige Leutchen. Geschichten von Kindern und fröhlichem Jungvolk. Dürrsche Buchhandlung, Leipzig 1922.
- Mit Jungvolk aller Länder auf Sylt. Ein pädagogischer und völkerpsychologischer Versuch. Dürrsche Buchhandlung, Leipzig 1923.
- Freude ist alles. Erlebnisse und Gedanken auf einer Schulinspektionsfahrt. Dürrsche Buchhandlung, Leipzig 1922 (11.–15. Tsd.)
- Aus meiner Schulstube. Bericht über ein paar Wochen fröhlichen Unterrichts.Dürr, Leipzig 1930.
- Zeppelin. Der Sieg deutschen Willens. Des Sammelwerkes 1. Band (Sammelalbum der Robert Friedel GmbH, Stuttgart-Cannstatt), Leipzig 1931.
- Der deutsche Rhein, Sammelwerk Nr. 1 (Sammelalbum der Gebr. Stollwerck, Schokoladenfabrik, Köln), 1931.
- Mein frohes Völkchen-Lustige Geschichten von Kindern und ihren Eltern  1931
- Sonne über Kinderland. Die Geschichte eines Junglehrers an der Wende dieser Zeit. Büchergilde Gutenberg, Berlin 1933. – 2. Aufl. Büchergilde Gutenberg, Berlin 1937.
- Wie ich sie wiedersah – Begegnungen mit meinen ehemaligen Schülern. Büchergilde Gutenberg, Berlin 1933.
- Von Schulmeistern mit Bart und von fröhlichen Erziehern. In: Die deutsche Schule 41 (1937), S. 286–290 (online).
- Frank Anders Pelzwaren. Ein Leipziger Kaufmannsroman. (= Bd. 1 der 22. (Allgemeinen) Jahresreihe des Volksverbands der Bücherfreunde). Wegweiser-Verlag, Berlin 1940.
- Das Storchenbuch. Lustige Geschichten. J. Bohn & Sohn Verlag, Leipzig 1941. (dazu: Bücherkunde der Reichsstelle zur Förderung des deutschen Schrifttums 8 (1941), S. 183)
- Professor Kauz. Komödie in 3 Akten. Strauch, Leipzig 1942.
- Meine Lausbuben. Das Lustigste aus den fröhlichen Büchern. Buchmeister-Verlag, Berlin 1943.
- Fröhliche Fahrt durch Kinderland. Gedanken und Geschichten. Dürrsche Buchhandlung, Bonn 1949.
- Das bildhübsche Mädel Renate. Ein kleiner Roman für reifere Mädchen. Dürrsche Buchhandlung, Bonn ca. 1950.
- Lixer – der Lausbub. Eine fröhliche Erzählung für jung und alt. Dürrsche Buchhandlung, Bonn 1952.
- So macht's Freude! Lehren und Lernen in der Schule von heute. Ein fröhliches Buch – auch für die Eltern. 2. Aufl. Dürrsche Buchhandlung, Bonn 1954.

## Ehrungen
Unter ausdrücklicher Berufung auf Münchs Erzählung „Der Gamsbartkaktus“ aus dem Band Mein frohes Völkchen von 1931 schrieb die Abteilung Kultur- und Medienbildung der Pädagogischen Hochschule Ludwigsburg 2017 einen jährlich zu vergebenden Preis mit Namen „Der goldene Gamsbartkaktus“ für „originelle studentische Arbeiten“ in ihren Studiengängen aus, mit dem „der Mut zum eigenen Denken“ beflügelt werden sollte. Die erste Verleihung des Preises fand im Rahmen der 10-jährigen Jubiläumsfeier der Abteilung Kultur- und Medienbildung am 23. November 2017 statt und bildete nach offizieller Verlautbarung den „Höhepunkt der Veranstaltung“. 2018 wurde der Preis erneut vergeben. Durch eine „Anmerkung“ der Fachschaft auf Vorbehalte wegen der NS-zeitlichen Publikationstätigkeit des Gamsbartkaktus-Erfinders aufmerksam geworden, hieß es Anfang 2019 seitens der Abteilung zu dem von ihr geschaffenen Preis schließlich, man sehe „in einer durchaus berechtigten Lösung von der Person Münchs und einem rein kognitiven Erfassen von Inhalten eine notwendige Erweiterung um die sinnliche Komponente, ganz im Sinne von Kultureller Bildung.“ Nach der zweiten Verleihung (2018) ist der Preis dementsprechend offenbar nicht mehr vergeben worden.